# 奧馬爾托里霍斯埃雷拉師統領國家公園
奧馬爾托里霍斯埃雷拉師統領國家公園（西班牙語：Parque nacional General de División Omar Torrijos Herrera）是巴拿馬的國家公園，成立於1986年7月31日，面積253平方公里，受熱帶和溫帶潮濕氣候影響。